# Ottaviano Petrucci
Pour les articles homonymes, voir Petrucci.
Ottaviano Petrucci (Fossombrone, 18 juin 1466 - Venise, 7 mai 1539) est un imprimeur vénitien. Il a considérablement contribué à diffuser, avec son métier, les meilleurs œuvres de la musique de son époque. 

## Contribution principale
En 1501, après les débuts du développement de l'imprimerie musicale en Allemagne, Petrucci a été le premier à imprimer un recueil de musique polyphonique, Harmonice Musices Odhecaton entièrement imprimé avec des caractères mobiles et avec le système d'impression en trois temps (portées, notes, paroles). Ce procédé se répandra à d'autres villes et permettra la publication et la diffusion accrues de compositions et de chansons.

## Durée de son activité à Venise
Vers 1490, il s'établit à Venise pour y apprendre le métier d'imprimeur. Son premier ouvrage de musique imprimé, le Harmonice Musices Odhecaton (1501), contient 96 chansons. 
La guerre de la Ligue de Cambrai le force à quitter Venise. Il s'installe à Fossombrone où il reprend ses activités d'imprimeur. En 1536, il retourne à Venise où on le requiert pour imprimer des textes latins et grecs.

## Publications
On lui connaît environ 60 publications musicales. Entre 1501 et 1509, sa première période vénitienne, il publie 3 volumes de chansons, 16 livres de messes, 5 livres de motets, 11 anthologies de frottole et six recueils de musique pour luth. Il a édité des œuvres de plusieurs compositeurs de la Renaissance dont Paolo Scotto, Josquin Desprez, Antoine Brumel, Pierre de La Rue, Jacob Obrecht, Johannes Ghiselin, Alexandre Agricola, Marbrianus de Orto, Heinrich Isaac, Gaspar van Weerbeke, Bernhard Ycart, Jean Mouton et Antoine de Févin.
En matière de luth, Petrucci publie les premiers livres de musique pour luth imprimés de l'histoire, à savoir deux recueils de Francesco Spinacino (1507), un recueil de Joan Ambrosio Dalza (1508), un recueil de Giovan Maria Giudeo (1508, perdu) et deux recueils de Franciscus Bossinensis (1509 et 1511).

### Liste de publications principales
Établie par Stanley Boorman (2006) :
- Harmonice Musices Odhecaton A 
  - [1501?]
  - 14 janvier 1503
  - 25 mai 1504 (voir bibliothèque nationale de France manuscrit Rés 538, au-dessous)
- Canti B
  - 5 février 1502
  - 4 août 1503 (voir BNF manuscrit Rés 539, au-dessous)
- Canti C
  - 10 février 1504
- Motteti A
  - 9 mai 1502
  - 13 février 1505
- Motteti de passione de cruce de sacramento de beata virgine et buiusmodi B 
  - 10 mai 1503 (voir BNF manuscrit Rés 861, au-dessous)

### Publications
- Motetti de passione de cruce de sacramento de beata virgine et buiusmodi B, le 10 mai 1503 (bibliothèque nationale de France, manuscrit Rés 861) : [lire en ligne] [folio 72r : Impressum Venetys per Octavianum Petrutium forosempronien sem 1503 die 10 Maij. Cum privilegio invictissimi Domini Venetiarum quinullus possit cantum figuratum imprimere sub pena in ipso privilegio contenta.]
- Canti B, numero Cinquanta, le 4 août 1503 (bibliothèque nationale de France, manuscrit Rés 539) : [lire en ligne] [folio 56r : Impressum Venetys per Octavianum Petrutium forosempronien sem 1503 die 4 Augusti. cum privilegio invictissimi Domini Venetiarum q. nullus possit cantum figuratum imprimere sub pena in ipso privilegio contenta.]
- Harmonice musices Odhecadon A, le 25 mai 1504 (bibliothèque nationale de France, manuscrit Rés 538) : [lire en ligne] [folio 104r : Impressum Venetys per Octavianum Petrutium forosemp[ronien sem 1504 die Maij. ...]]

### Notices
- Ressources relatives à la musique :   - International Music Score Library Project
  - Bayerisches Musiker-Lexikon Online
  - Grove Music Online
  - MusicBrainz
  - Muziekweb
  - Répertoire international des sources musicales
- Ressource relative aux beaux-arts :   - Artists of the World Online
- Notices dans des dictionnaires ou encyclopédies généralistes :   - Britannica
  - Brockhaus
  - Den Store Danske Encyklopædi
  - Deutsche Biographie
  - Dizionario biografico degli italiani
  - Enciclopedia italiana
  - Enciclopedia De Agostini
  - Gran Enciclopèdia Catalana
  - Hrvatska Enciklopedija
  - Internetowa encyklopedia PWN
  - Nationalencyklopedin
  - Proleksis enciklopedija
  - Treccani
  - Universalis
  - Visuotinė lietuvių enciklopedija
- Notices d'autorité :   - VIAF
  - ISNI
  - BnF (données)
  - IdRef
  - LCCN
  - GND
  - CiNii
  - Espagne
  - Belgique
  - Pays-Bas
  - Pologne
  - Israël
  - NUKAT
  - Suède
  - Vatican
  - Norvège
  - Tchéquie
  - Portugal
  - WorldCat